# أبو القاسم (قلعة خواجة)
أبو القاسم (بالفارسية: ابوالقاسم) هي منطقة سكنية تقع في إيران في قسم قلعة خواجة الريفي.